# اچ‌ان‌ال‌ام‌اس ترومپ (۱۹۳۷)
اچ‌ان‌ال‌ام‌اس ترومپ (۱۹۳۷) (به انگلیسی: HNLMS Tromp (1937)) یک کشتی بود که طول آن ۱۳۲ متر (۴۳۳ فوت ۱ اینچ) بود. این کشتی در سال ۱۹۳۷ ساخته شد.